# Vartry
De Vartry is een rivier in het Ierse graafschap Wicklow. De Vartry ontspringt bij Calary Bog op de flanken van de Great Sugar Loaf in de Wicklow Mountains, in het noorden van County Wicklow.
Bij Roundwood werd de rivier in de jaren 1860 ingedamd ten behoeve van de drinkwaterproductie. Hierdoor ontstonden de Vartry Reservoirs. Voorbij deze meren stroomt de rivier oostwaarts naar Ashford om ten slotte in The Murragh uit te monden, een moerassig gebied bij de stad Wicklow, dat uitstroomt in de Ierse Zee.

## Vartry Reservoirs
Tussen 1862 en 1868 werd in de vallei van de Vartry, ten oosten van Roundwood een aarden dam aangelegd, waardoor het Lower Reservoir ontstond. Dit meer heeft een capaciteit van 11,3 miljard liter en een grootste diepte van 18,3 meter.
In 1923 werd 3,5 km stroomopwaarts het Upper Reservoir aangelegd, met een capaciteit van 5,6 miljard liter en een grootste diepte van 13,4 meter.
Vanuit de Vartry Reservoirs wordt het water naar grote open reservoirs in Stillorgan gepompt, in de zuidelijke buitenwijken van Dublin. De Reservoirs in de Vartryvallei bij Roundwood worden beheerd door het stadsbestuur van Dublin.